# Strada Statale 27 del Gran San Bernardo
De SS27 of Strada Statale 27 del Gran San Bernardo (Frans: Route nationale 27 du Grand-Saint-Bernard of RN27) is een tweestrooksweg die loopt vanaf de A5 via de plaatsen Aosta, Roisan, Étroubles, Saint-Oyen en Saint-Rhémy-en-Bosses naar de Grote Sint-Bernhardpas. Vervolgens geeft de weg aansluiting op de Zwitserse kant van de pas. Het belangrijkste deel van deze weg ligt tussen de splitsing met de T2 en de A5. In de zomermaanden kunnen hier ook files ontstaan.

Verder wordt deze weg ook gebruikt om koeien van de stal naar het bergland te brengen, en weer terug. 's Winters is de weg vanaf Saint-Rhémy-en-Bosses naar de Grote Sint-Bernhardpas gesloten. Het verkeer kan dan alleen nog via de tunnel (T2) Zwitserland bereiken. Vrachtwagens en aanhangers moeten altijd via de tunnel (T2).